# Melanagromyza anceps
Melanagromyza anceps är en tvåvingeart som beskrevs av Spencer 1977. Melanagromyza anceps ingår i släktet Melanagromyza och familjen minerarflugor. Inga underarter finns listade i Catalogue of Life.